# Ophiopeza cylindrica
Ophiopeza cylindrica är en ormstjärneart som först beskrevs av Hutton 1872.  Ophiopeza cylindrica ingår i släktet Ophiopeza och familjen Ophiodermatidae. Inga underarter finns listade i Catalogue of Life.